# Basilio Kalika
Basilio Kalika o Vasili Kalika (del ruso: Василий Калика) fue Arzobispo de Nóvgorod y Pskov de 1330 a 1352. Es en gran parte responsable de la revigorización de la sede después de que hubiera declinado considerablemente tras la invasión mongola de Rusia.

## Contexto
Su nombre de bautismo fue originalmente Grigori, y había sido sacerdote en la Iglesia de Cosme y Damián en la Calle de los Esclavos al norte del Detinets de Nóvgorod antes de ser arzobispo.  El nombre kalika significa "peregrino" en ruso (existe otra palabra, palómnik) e indica que hizo un peregrinaje a Tierra Santa antes de alcanzar el arzobispado. De hecho, él mismo menciona en su famosa carta al obispo Fiódor de Tver en 1347, la cual fue insertada en dos crónicas rusas la Primera Crónica de Sofía y la Segunda Crónica de Nóvgorod.  En una redacción de la Primera Crónica de Nóvgorod, se habla de él como Kaleka (y no Kalika), palabra que significa "cojo" o "lisiado". Por esta razón en algunas ocasiones en la literatura hagiográfica se lo llama "Vasili el Cojo", aunque la mayoría de investigadores consideran su apellido como kalika; si era cojo, no existe otra indicación de esta característica en las fuentes.

## Arzobispado
Vasili fue elegido por el veche de Nóvogorod después de que el Arzobispo Moiséi (1325-1330; 1352-1359). En el momento de su elección, era monje en el Monasterio de los Santos Ángeles de Nóvgorod. El año siguiente, fue enviado a Vladímir-Volynski para ser consagrado por el metropolitano Teognoste, que vivió en Volinia durante varios años. De acuerdo a un registro en griego Vasili fue elegido canónicamente de entre tres candidatos por un concilio de obispos que se dio en Volinia.
Poco después de su consagración, Vasili construyó un muro de piedra a lo largo del sector nordeste del Detinets (a lo largo del río) entre 1331 y 1333. También renovó la Catedral de Santa Sofía de Nóvgorod reconstruyendo el tejado einstalando una valla de hierro alrededor de la catedral, así como encargando una serie de iconos para el interior de la catedral y colocando allí las "Puertas de Vasili" en 1335.
Vasili, a lo largo de los años, demostró ser un astuto jugador político y un valiente e incansable líder religioso. En 1339, envió a su sobrino como parte de una embajada novgorodense para firmar la paz con Suecia, con la intención de proteger a los carelios ortodoxos de ser asesinados si se pasaban a Nóvgorod.  En 1342, cuando Ontsifor Lukínich causó una revuelta en la ciudad, Vasili y su vicario, Borís, consiguió la paz entre las facciones rivales. En 1348, cuando el rey Magnus Eriksson de Suecia pidió a los novgorodenses que debatieran con sus teólogos para ver cuál era la verdadera fe, Vasili, tras consultar al posádnik, le respondió a Magnus que enviara a sus teólogos a Constantinopla, ya que era allí donde los rusos habían adquirido su comprensión del Cristianismo.
Algunos investigadores modernos han acusado a Vasili de no haber hecho suficiente para luchar contra la herejía de los Strigólniki que se difundió por Nóvgorod y Pskov en los siglos XIV y XV. Su carta al obispo Fiódor de Tver ha sido interpretada como dualista (es decir, similar a la herejía de los Strigólniki) en su naturaleza. De todos modos, los proyectos de construcción que llevó a cabo y su vigorosa actividad política, utilizando para ello toda la riqueza de la iglesia y sus propiedades, podría ir de acuerdo con las creencias de los Strigólniki contra las propiedades eclesiásticas o clericales.
En 1352, fue enviado por el gobierno novgorodense para reconstruyese la fortaleza de Oréjov, que había sido destruida recientemente en las Guerras Sueco-Novgorodenses. Las ruinas de la muralla de piedra que mandó construir (previamente había sido una fortaleza de madera) fueron excavados en 1969 y pueden verse en el patio de la fortaleza actual. En 1352, fue reclamado en Pskov, que había sido arrasada por la peste. Fue a la ciudad, celebrando varias procesiones y liturgias hasta que la epidemia remitió. En su viaje de vuelta a Nóvgorod, río Shelon abajo, enfermó el mismo de peste, muriendo en el Monasterio de San Miguel Arcángel a Orillas del Shelon el 3 de julio.  Su cuerpo fue trasladado a Nóvgorod y enterrado en el Pórtico Martiérievskaya de la Catedral de Santa Sofía, donde muchos de sus antecesores y sucesores habían sido y serían enterrados. Es considerado santo por la Iglesia Ortodoxa Rusa (del mismo modo en la Iglesia Ortodoxa en América y en algunos de los ritos orientales de la Iglesia católica). Su festividad es en 3 de julio (juliano, 16 de julio en el calendario gregoriano.